# 爾朱兆
爾朱 兆（じしゅ ちょう、? - 533年）は、北魏の軍人。字は万仁。本貫は秀容郡。爾朱栄の甥。

## 経歴
若くして勇猛で、騎射を得意とし、手ずから猛獣を打ちたおし、敏捷さでもすぐれていた。たびたび爾朱栄の狩猟に従い、人の上り下りできない難所でも先がけて進んでみせた。爾朱栄に賞賛されて、爪牙に任ぜられた。後に軍功により平遠将軍・歩兵校尉に任ぜられた。528年、爾朱栄が洛陽に入ると、爾朱兆は前鋒都督を兼ねた。孝荘帝が即位すると、中軍将軍・金紫光禄大夫となり、仮の驍騎将軍・建興郡太守となった。まもなく使持節・車騎将軍・武衛将軍・左光禄大夫・都督に任ぜられ、潁川郡開国公に封ぜられた。529年、上党王元天穆の下で邢杲を討伐した。元顥が河橋に駐屯したとき、爾朱兆は爾朱栄の命を受けて、賀抜勝らとともに夜半に馬渚から西に数百騎で渡河し、元顥の子の元冠受を襲撃して捕らえた。また進軍して安豊王元延明を撃破し、元顥を敗走させた。孝荘帝が洛陽に帰ると、爾朱兆は功績により散騎常侍・車騎大将軍・儀同三司の位を受けた。汾州刺史に任ぜられた。まもなく侍中・驃騎大将軍の位を加えられた。
530年、爾朱栄が殺害されると、爾朱兆は汾州から騎兵を率いて晋陽に拠った。長広王元曄が北魏の皇帝に擁立されると、爾朱兆は大将軍の位を受け、爵位は王に進んだ。爾朱兆は爾朱世隆らとともに洛陽攻略をはかり、軍を率いて南方に進軍した。太行山脈に達して、大都督源子恭の部下の都督の史仵龍が爾朱兆に降ったため、源子恭は退却した。爾朱兆は軽騎で渡河して洛陽を襲撃し、孝荘帝を捕らえて永寧仏寺に幽閉した。皇子を撲殺し、妃嬪を凌辱し、兵士にほしいままに掠奪させた。洛陽にとどまること10日あまり、孝荘帝を晋陽に送った。後に孝荘帝を三級寺で殺害した。
ときに河西の紇豆陵歩藩らが晋陽に迫ったため、爾朱兆は晋陽で防衛にあたったが、たびたび敗戦した。爾朱兆は高歓を晋州に召し出して、三州六鎮の兵を率いさせた。紇豆陵歩藩が楽平郡にきたとき、爾朱兆は高歓とともにこれを撃破し、紇豆陵歩藩を秀容の石鼓山で斬った。
531年、元恭（節閔帝、前廃帝）が即位すると、爾朱兆は使持節・侍中・都督中外諸軍事・柱国大将軍・領軍将軍・領左右・并州刺史の位を受け、録尚書事・大行台を兼ねた。また天柱大将軍の内示を受けたが、叔父の爾朱栄の最終官であると言って固辞した。まもなく都督十州諸軍事を加えられた。
高歓が殷州を落とすと、爾朱兆は爾朱仲遠や爾朱度律とともに高歓を討った。爾朱仲遠と爾朱度律が陽平に到着すると、爾朱兆は井陘に進出し、広阿に駐屯して、兵十万と号した。高歓は風説を流布して爾朱氏の離間をはかった。爾朱世隆の兄弟が爾朱兆を殺害しようとしているといい、または爾朱兆と高歓が組んで爾朱仲遠らを陥れようとしているといって、相互不信をあおった。爾朱氏は互いに猜疑しあって、進軍できなくなった。爾朱仲遠らが撤退し、高歓が進撃して爾朱兆を討つと、爾朱兆の軍は大敗した。
爾朱世隆が爾朱兆の娘を皇后とするよう元恭に願い出ると、爾朱兆は喜び、爾朱世隆の兄弟たちと和解した。532年、爾朱兆は爾朱天光・爾朱度律らと連合して、韓陵に大軍を集結させた。しかし韓陵の戦いで高歓に敗れて、晋陽に逃れた。高歓が鄴から進軍して晋陽の爾朱兆を討つと、爾朱兆は秀容に敗走した。533年、高歓はさらに追撃して、赤谼嶺で爾朱兆を撃破し、爾朱兆の軍は散り散りになった。爾朱兆は窮山に隠れ、乗っていた馬を殺すと、木で自ら縊死した。高歓が彼の遺体を収容して葬った。

## 伝記資料
- 『魏書』巻75 列伝第63
- 『北史』巻48 列伝第36